# زن دیوانه
«زن دیوانه» (انگلیسی: Mad Woman) ترانه‌ای از تیلور سوئیفت، خواننده-ترانه‌سرای آمریکایی، برگرفته از هشتمین آلبوم استودیویی‌اش فولکلور (۲۰۲۰) است که در ۲۴ ژوئیه ۲۰۲۰ از طریق ریپابلیک رکوردز منتشر شد. این ترانه را سوئیفت و تهیه‌کننده‌اش آرون دسنر نوشته‌اند. «زن دیوانه» با الهام از بحث و جنجال مسترهای سوئیفت با مدیر استعدادیابی اسکوتر براون در سال ۲۰۱۹، با تابوی اجتماعی پیرامون خشم زنان سر و کار دارد. منتقدان پیام فمینیستی این ترانه را تحسین کردند و آن را با ترانه قبلی «این مرد» سوئیفت مقایسه کردند.